# Einsiedlerkrebse
Die sechs Familien der Einsiedlerkrebse gehören zusammen mit zwei weiteren Familien, den krabbenförmigen Vertretern der Königskrabben und den Hapalogastridae, zur zoologischen Überfamilie Paguroidea. Den Einsiedlerkrebsen ist gemeinsam, dass sie ihren Hinterleib in leeren Schneckenhäusern, ähnlichen von anderen Lebewesen gebildeten Behausungen wie beispielsweise Korallen oder kalkigen Wurmröhren, oder auch Plastikmüll verbergen. Dieses Verhalten ist für sie lebensnotwendig, da ihr Hinterleib weich und ungeschützt ist und Fressfeinden als Angriffspunkt dienen könnte. Im Laufe des Wachstums werden immer größere Gehäuse zum Tausch benötigt. Königskrabben haben diese Lebensweise im Laufe der Evolution verloren und sekundär einen weitgehend stark kalzifizierten Hinterleib ausgebildet.

## Merkmale
Einsiedlerkrebse haben als Zehnfußkrebse fünf Gliedmaßenpaare: ein Paar Scherenbeine, zwei Paar Laufbeine, die aus dem Schneckenhaus ragen, und zwei Paar kleinere, für ihre Sonderfunktion verkürzte Beine, mit denen sie das Schneckenhaus festhalten. Die Familien der Linkshändigen Einsiedlerkrebse (Diogenidae) und der Rechtshändigen Einsiedlerkrebse (Paguridae) unterscheiden sich durch die Seite, an der sie das größere Scherenbein tragen, mit dessen Hilfe sie den Eingang ihres Gehäuses verschließen können. Die Tiefsee-Einsiedlerkrebse (Parapaguridae) gelten als „symmetrische Einsiedlerkrebse“, da ihre Scheren gleich groß sind.

## Lebensweise
Es gibt auch sessil lebende Paguroiden, beispielsweise Vertreter der Gattung Paguritta, die in Steinkorallen der Gattung Porites leben und mit ihren zu Fangnetzen umgewandelten Fühlern Plankton fangen.
Die Landeinsiedlerkrebse (Coenobitidae), bekannt ist beispielsweise der Palmendieb, verbringen ihr ganzes Leben, außer dem Larvenstadium, an Land. Ins Wasser gehen sie nur, um ihre Kiemenkammern mit Wasser zu füllen, die Weibchen zudem, um die Larven nach ihrem Schlupf dorthin zu entlassen.
Der bereits erwähnte Palmendieb besitzt allerdings nur noch rudimentäre Kiemen und trägt im Adultstadium keinen Schutz mehr.

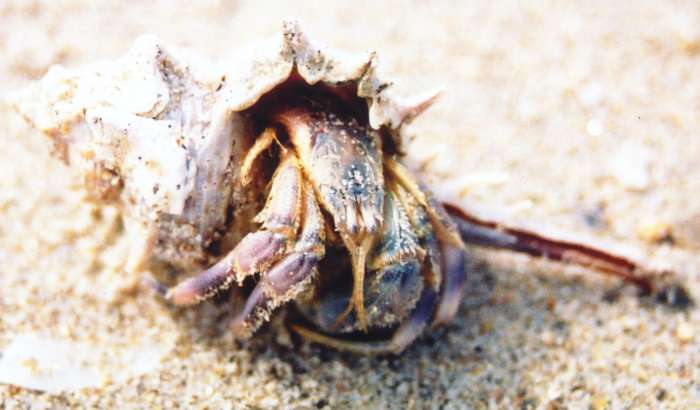
Eine Art der Landeinsiedlerkrebse
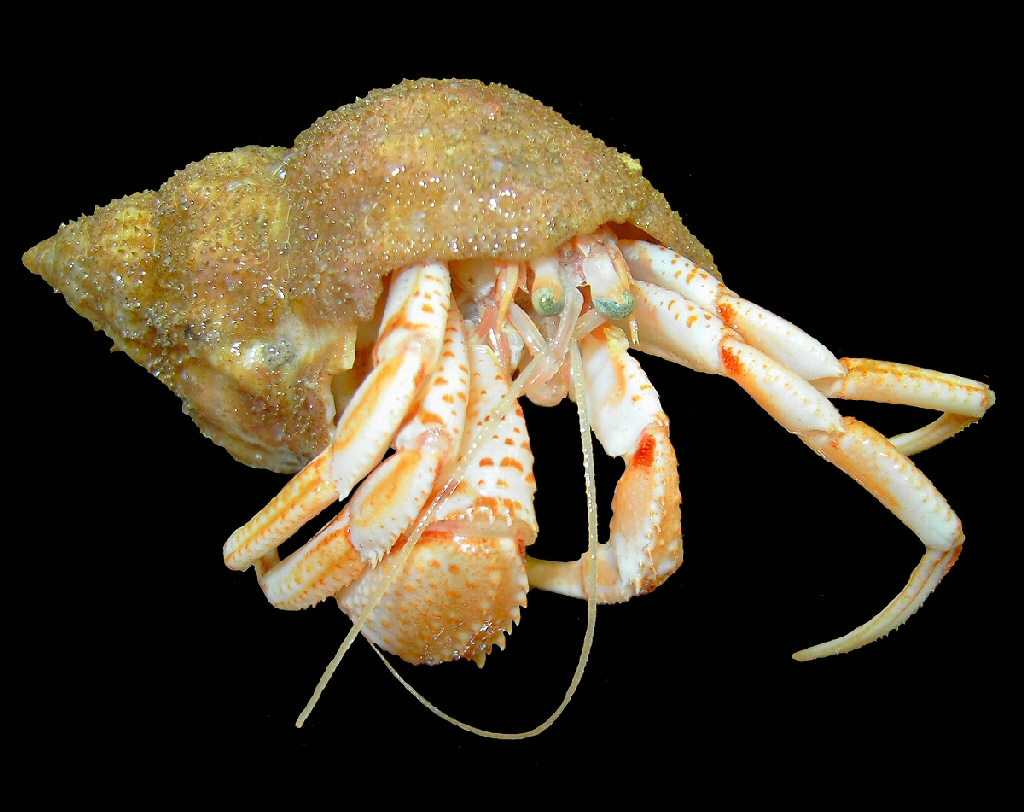
Gemeiner Einsiedlerkrebs
- Einsiedlerkrebse, Amami-Ōshima

Einsiedlerkrebse der Art Pagurus longicarpus zeigen sozial kooperatives Verhalten, indem sie beim Wechsel der Behausung eine Abstimmung bezüglich der Größe geeigneter Schneckenhäuser vornehmen: So seien bereits bis zu 20 Tiere dabei beobachtet worden, wie sie vor einem Schneckenhaus auf das Eintreffen eines größeren Tieres warteten, um nacheinander in das jeweils freiwerdende, nur minimal größere Schneckenhaus schlüpfen zu können. Die Art ist deshalb seit den 1980er-Jahren Ausgangspunkt für Kooperationsstudien und Verteilungfragen bei Mensch und Tier.